# Хищники-крошки
Хищники-крошки (лат. Anthocoridae) — семейство полужесткокрылых из подотряда клопов. Обитают на всех континентах кроме Антарктиды.

## Описание
Клопы мелких размеров в длину достигают всего 1,5—5 мм в длину. Тело заметно утолщённое. Голова вытянута вперёд (кроме Oriini). Глазки есть. Усики из четырёх члеников. Хоботок из трёх члеников, дуговидно изогнутый. Переднеспинка трапециевидная. Щиток треугольной формы. Кориум разделён надломами на экзокориум, эндокориум и кунеус. Перепоночка с четырьмя прямыми жилками, часто неявственными, иногда образующими три замкнутые ячейки. Ноги простого строения, передние и средние голени иногда с маленькой губчатой подошвой. Лапки из двух, реже из трёх члеников — у рода Bilia.

## Питание
Могут питаться растениями, но в основном предпочитают мелких насекомых, в том числе тлю. К примеру, Orius insidiosus питается яйцами Helicoverpa zea, клещами и трипсами. Большинство видов относятся к разряду «полезных насекомых».

## Поведение
Количество отложенных на растения яиц приближается к 130. Через 3—5 дней из них вылупляются личинки, период взросления которых длится не менее 20 дней, за это время они проходят через пять стадий своего развития. Продолжительность жизни имаго около 35 дней. Представители семейства относятся к тем клопам (исключая кровососущих постельных, а также водных клопов при непосредственном схватывании их пальцами), которые могут неспровоцированно укусить человека. По-видимому, это происходит из-за случайной ошибки насекомого; место укуса может опухнуть.

## Роды
Семейство включает в себя следующие роды:
- Acompocoris Reuter, 1875
- Almeida Distant, 1910
- Alofa Herring, 1976
- Anthocoris Fallen, 1814
- Astemmocoris Carayon & Usinger, 1965
- Bilia Distant, 1904
- Blaptostethoides Carayon, 1972
- Blaptostethus Fieber, 1860
- Brachypicritus Popov & Herczek, 2011
- Coccivora McAtee & Malloch, 1925
- Elatophilus Reuter, 1884
- Eoanthocoris Popov, 1990
- Kitocoris Herring, 1967
- Lilia White, 1879
- Lyctoferus Popov, 2003
- Macrothacheliella Champion, 1900
- Macrotrachelia Reuter, 1871
- Macrotracheliella Champion, 1900
- Maoricoris
- Melanocoris Champion, 1900
- Mesanthocoris Hong & Wang, 1990
- Montandoniola Poppius, 1909
- Orius Wolff, 1811
- Paratriphleps Champion, 1900
- Pehuencoris Carpintero & Dellapé, 2006
- Persephonocoris Popov & Herczek, 2001
- Temnostethus Fieber, 1860
- Tetraphleps Fieber, 1860
- Turnebiella Poppius, 1915
- Wollastoniella Reuter, 1884
- Xyloesteles Popov & Herczek, 2011

## Галерея

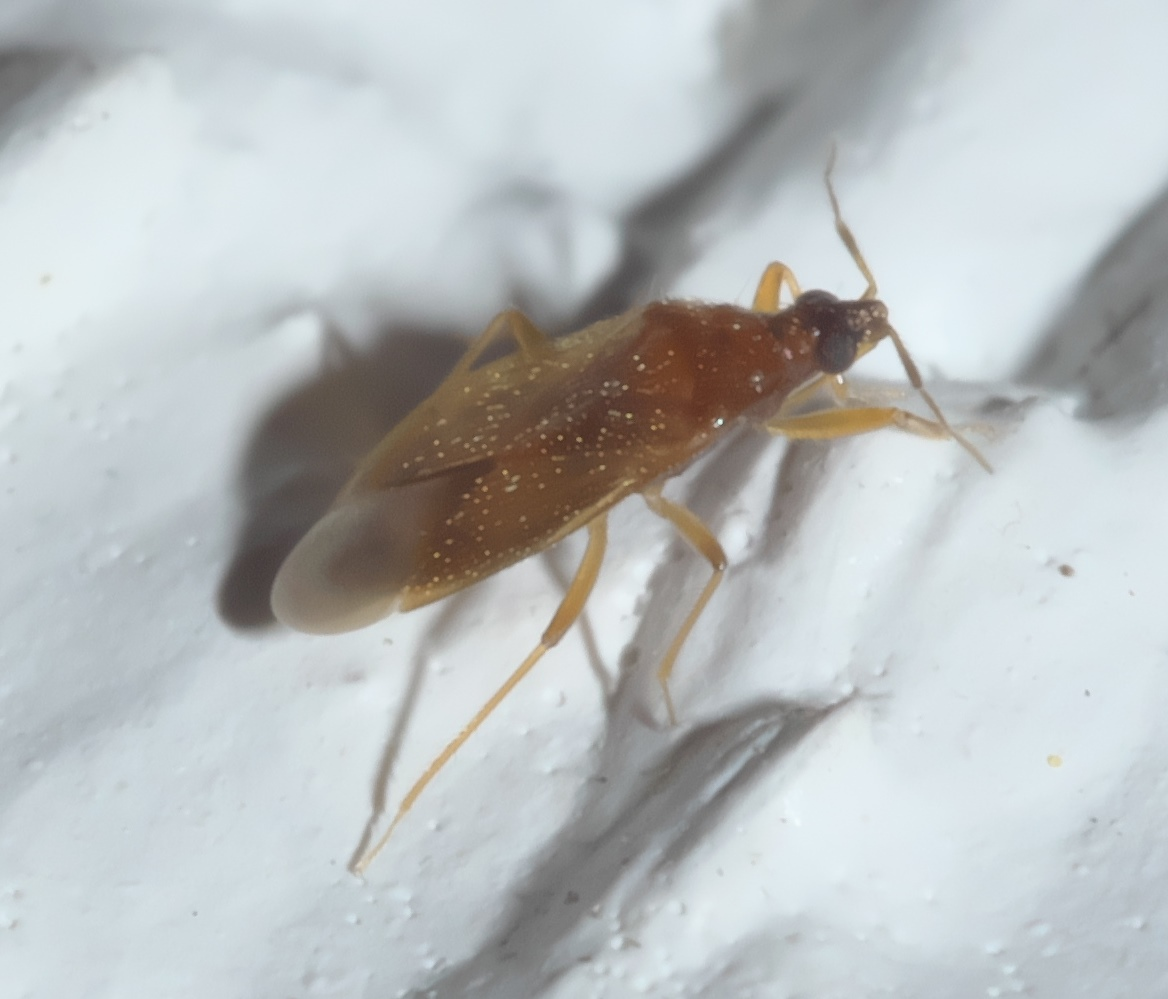
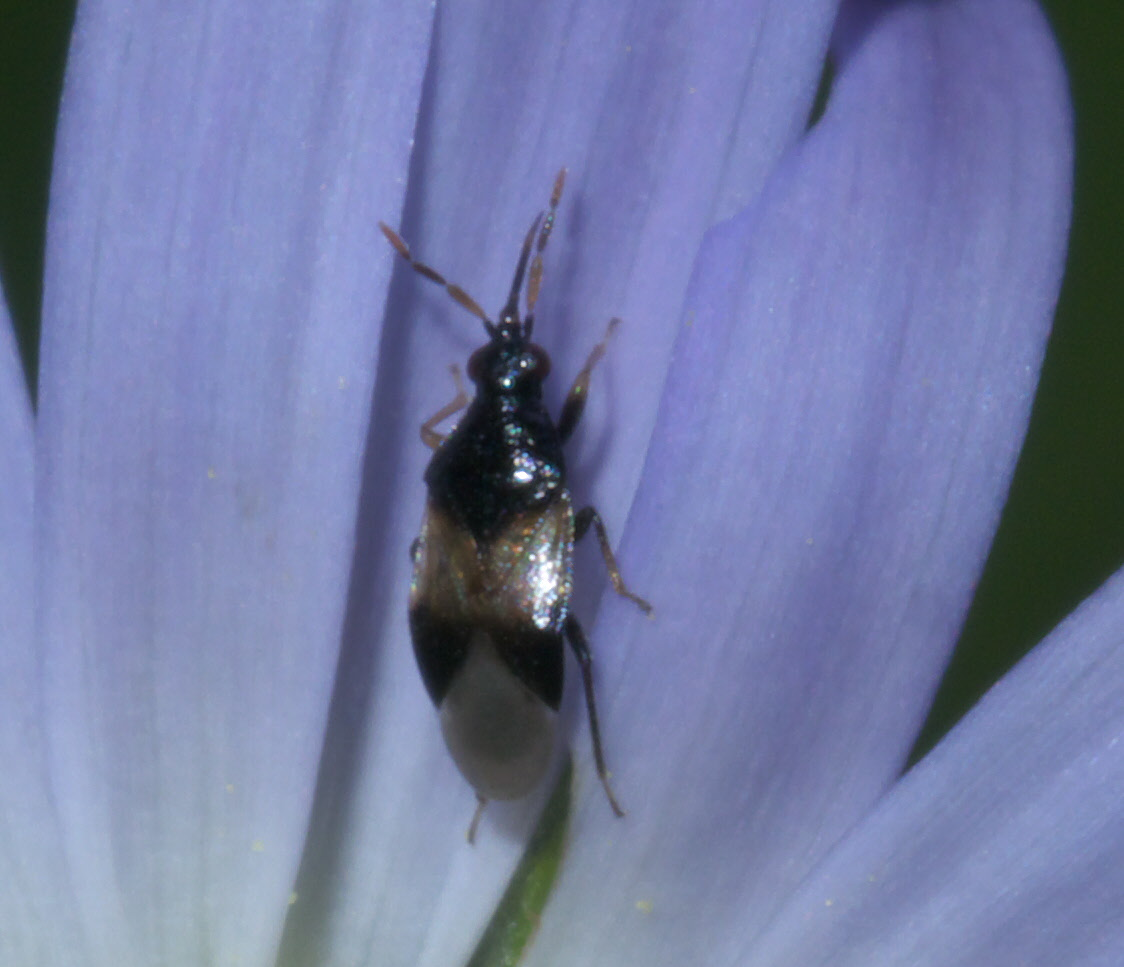
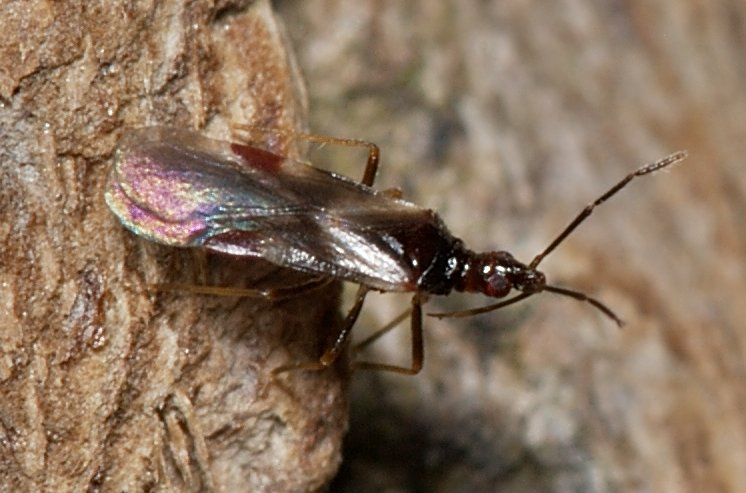